# خفاش پوزه‌دراز
خفاش پوزه‌دراز (نام علمی: Platalina genovensium) نام یک گونه از خانواده خفاش برگ‌بینی است.